# Kofer ha-jišuv
Kofer ha-jišuv (hebrejsky: כופר הישוב, doslova Daň jišuvu) byla daň, kterou na sebe uvalili koncem 30. let 20. století Židé v tehdejší mandátní Palestině.
Zavedení zvláštní daně bylo vyvoláno arabským povstáním v Palestině, které propuklo v letech 1936-1939. Kvůli povstání se v celé zemi zhoršila bezpečnostní situace a Židé se rozhodli využít dobrovolnou daň uvalenou na židovskou komunitu v Palestině pro financování urychleného rozvoje židovských vojenských jednotek Hagana. Daň byla zřízena v červenci 1938. Na jejím zavedení se organizačně podílel zejména sionistický funkcionář a pozdější signatář Izraelské deklarace nezávislosti Aharon Cizling. Dalším iniciátorem byl ekonomický expert odborové centrály Histadrut Hešel Frumkin.
Kromě úzce definovaných vojenských investic byla využívána i na zřizování nových židovských osad v Palestině. Byla vybírána ještě v roce 1945 a zanikla až se vznikem státu Izrael roku 1948. Část židovské populace v Palestině ovšem placení daně odmítala. Šlo zejména o okrajové skupiny antisionistických ultraortodoxních Židů z organizace Neturej Karta, která se právě během protestních akcí proti odvodu této daně zformovala pod současným názvem.